# Humanistické písmo

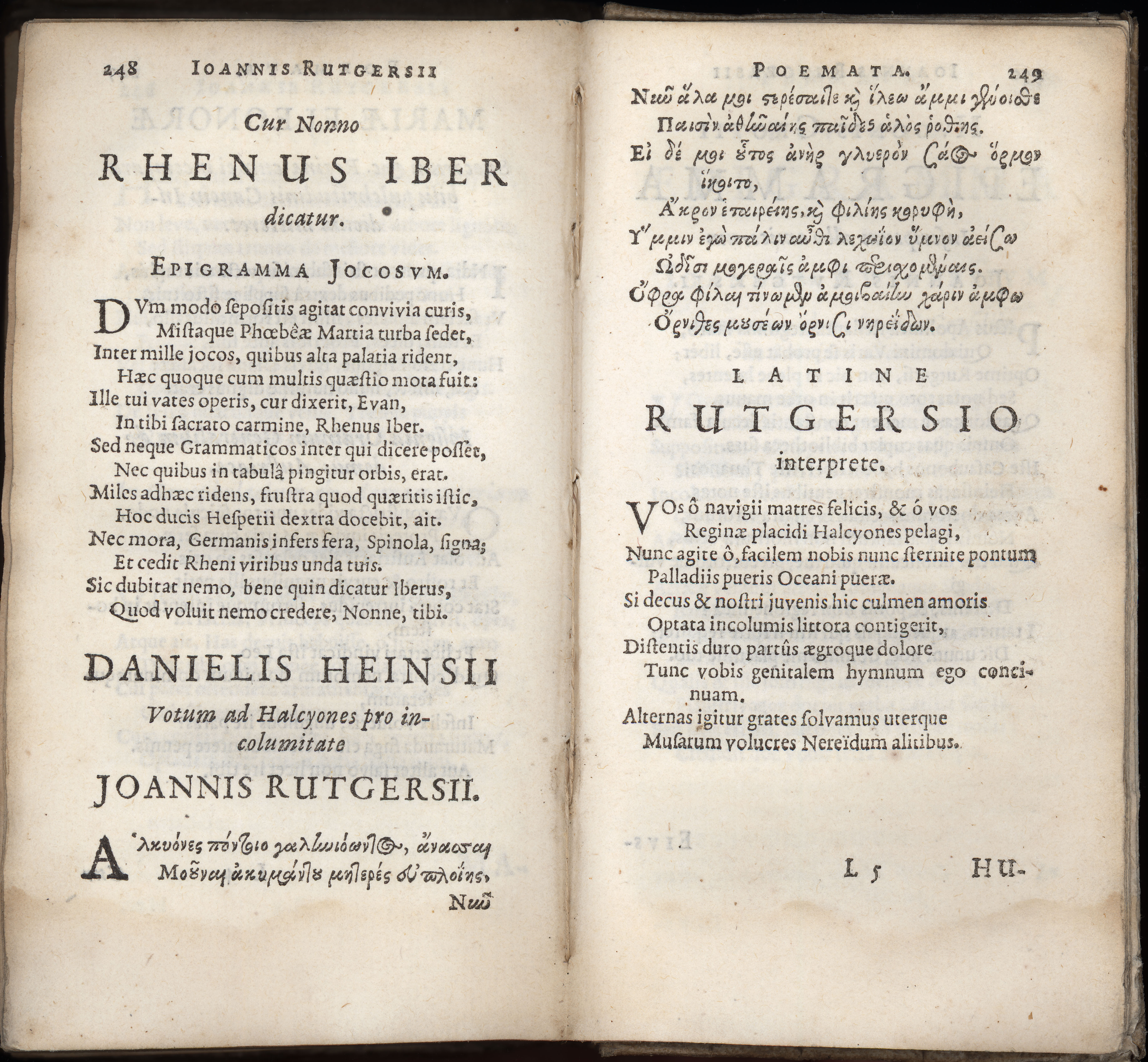
Latinský text z roku 1653 tisknutý antikvou

Humanistické písmo (spíše dříve prostě latinka) je dnes prakticky jediná používaná forma latinského písma. Tato forma vznikla paralelně s novogotickým písmem okolo poloviny 15. století, ale na rozdíl od něho odmítlo (naprosto v souladu s renesančním pohledem) gotické lámání a při formování tvarů minuskul vycházelo z karoliny a pro tvary majuskul potom z kapitály. Tak vzniklo knižní okrouhlé humanistické písmo, které sice nebylo používáno dlouho a bylo nahrazeno antikvou, ale všechna dílčí humanistická písma z něho dodnes vycházejí. Toto písmo již v polovině 16. století nahradilo novogotické písmo v jazykově latinských textech ve všech zemích u ostatních jazyků to bylo pozvolnější, nejprve to byla italština a naopak nejpozději němčina.
Psací humanistické písmo se vyskytovalo v podobě okrouhlé, polokurzívní, tak kurzívní. Základní byla polokurzíva a knihtisk prakticky úplně vytlačil okrouhlou (knižní) formu.

## Historie
Za vznikem humanistického písma stály dvě důležité dobové skutečnosti. Za prvé označení všeho gotického za barbarské ze strany renesančních humanistů (tedy včetně lámání písma) a vznik knihtisku, což výrazně ovlivňovalo nároky na podobu písma. A samozřejmě se stále zvyšovala potřeba psát vůbec. Knihtisk výrazně omezil psané knižní písmo.

### V Itálii
První knižní písmo vzniklé okolo poloviny 15. století bylo knižní okrouhlé humanistické písmo (humanistica rotunda libraria saeculi XV). To vycházelo z původně římské kvadrátní kapitály a písma vzniklého v karolínské renesanci, karoliny. Písmena jsou svislá, nedochází k jejich propojování. Mezi poznávací znaky patří dlouhé s a f, které končí na řádku a nejdou pod řádek. Toto písmo bylo velmi záhy nahrazeno tiskovou velmi podobnou variantou, antikvou.

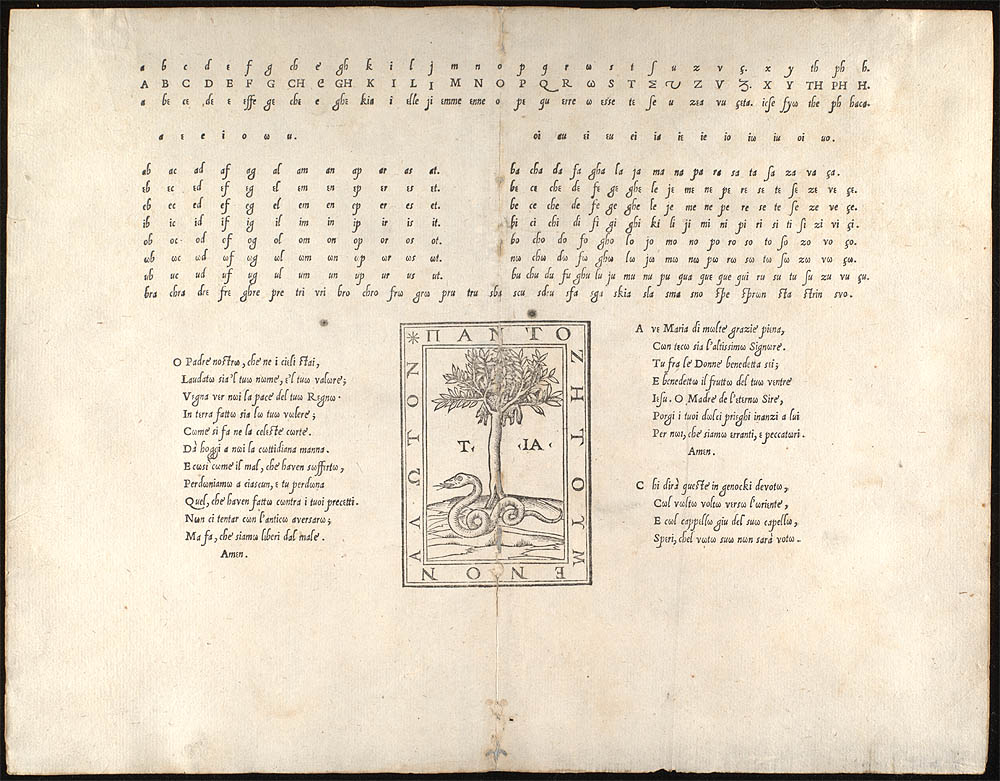
Lodovicova vzorkovnice cellarescy

Kvůli nárůstu počtu písemností a potřebě rychlejšího psaní se prosazuje v písemné podobě polokurzíva (dodnes poněkud nepřesně nazývaná kurzíva, která vzniká posléze a je ještě lépe formovaná k psaní), jejíž podoba vychází z kaligrafické školy ve Florencii. Pro tento typ písma je charakteristické zaoblování, které může vytvářet na dlouhých dřících až smyčky, a náklon doprava. Znalost polokurzívy se šířila z Itálie pomocí velmi podobné tiskové obdoby hojně užívané od počátku 16. století dnes známé jako italika. Druhou cestou byly písemnosti vydávané papežskou kanceláří, která psanou humanistickou polokurzívu používala od Mikuláše V., nejprve pro všechna brevia, tato polokurzíva je známá jako lettera dei brevi. V 16. století získává polokurzíva z papežské kanceláře jednotnou podobu a je nazývána humanistica semicursiva papalis. Toto písmo získalo také tiskovou podobu, která je nazývána cellaresca a poprvé se objevuje v práci Ludovica Vincentina La Operina (1522). Různé obdobi tohoto písma jsou dnes známa jako humanistica semicursiva italica. Humanistická kurzíva se formuje živelně z polokurzívy a až do 17. století nemá ustálený tvar.

### Ve Francii
V 17. století se již také postupně přesouvalo centrum humanistického písma z Itálie do Francie. Ve Francii nikdy nemělo humanistické písmo tak jasnou převahu jako v Itálii. Dostalo se sem v 16. století, ale navrch zprvu získalo jen u panovníka, vysoké šlechty a vzdělanců, v kaligrafických učebnicích se objevilo až v druhé polovině století. Zároveň docházelo k míšení novogotického a humanistického písma, které se nazývá financière, rondo nebo bastarda, v 18. století vzniklo tzv. coulée, které se objevovalo i mimo Francii (u nás také jako francouzské písmo).

### V Anglii
V anglických písemnostech se humanistické písmo také začalo objevovat v 16. století, ale zprvu narazilo na konzervativní odpor soudů a v úřadech. Naopak oblibu si našlo u vzdělanců, například na univerzitě v Cambridge. Teprve v 17. století je zavedeno toto písmo do škol pod názvem Italina hand, ze kterého se záhy vyvinulo English round hand. V 18. století již centrum humanistického písma přesunulo do Anglie. Varianta známá jako English hand, která se do Česka dostala pomocí korespondence, se stala základem pro české humanistické písmo.

### V Německu
V Německu bylo přijetí asi nejodmítavější a prosazení humanistického písma trvalo nejdéle. Poměrné záhy, na přelomu 15. a 16. století byl přijat zvyk, že jazykově německé písemnosti budou psány novogoticky a latinské (nebo i jiné) humanisticky, který zformoval Philipp Melanchthon. Tento zvyk byl dodržován velmi důsledné i pro slova s cizojazyčným základem; udržel se až do 20. století. O zavedení humanistického písma se neúspěšně pokoušeli Gottfried Wilhelm Leibniz, Friedrich Gottfried Klapstock nebo Jacob Grimm. Tvary humanistického písma byly podobné jako v Itálii či Francii, u kurzívy je patrný vliv novogotiky. Novogotické písmo bylo nahrazeno humanistickým, tzv. normálním písmem v roce 1941.

### V českých zemích
Přijetí humanistického písma v českých zemích bylo obdobné jako v Německu, tedy v první fázi se prosadilo pouze u jazykově latinských textů. Existuje více proudů, jak se do Čech (českých zemí) dostávala znalost humanistického písma. Uvádí se pronikání přes Uhersko (do české kanceláře za Ladislava Pohrobka), případně přímo z Itálie od nekatolických kněží (Hilarius Litoměřický). Z počátku 16. století je již doložena učebnice psaní obsahující humanistické písmo.
V naší zemi nebyl biskup, takže kněžské svěcení musel vykonávat italský. A tím se Čechy dostaly do kontaktu s humanistickou kulturou, tedy i včetně písma. Italská církev ovlivňovala nejen písmo, ale i změnu osobního náboženského postoje. Přesto se katolické prostředí nedá úplně považovat za zdroj šíření humanistického písma v zemi. Jeho stopy se objevují ve 2. polovině 15. a počátkem 16. století ve spisech arcibiskupských administrátorů, ale administrátorské písemnosti z daného období se nedají označit za úplně humanistické. Mezi humanistické znaky objevující se v písemnostech pražského arcibiskupství se dají zařadit velmi zaoblená písmena a užívání dlouhých dříků písmen bez smyček. Ale často používané zkratky působí spíše goticky.
Řeholní instituce na našem území byly zpravidla poškozeny husitstvím, některé kláštery dokonce zanikly. Ale existovaly i konventy, které se v této době dokázaly rozvíjet, například premonstrátský klášter v Teplé. Do tohoto kláštera přicházeli františkánští observanti, kteří sebou mimo jiné přinesli některé prvky italského humanismu. Proto lze v některých filiačních listech Jana Kapistrána (původem italský mnich působící na našem území) nalézt široké okrouhlé písmo velmi blízké humanistickému. V jiných písemnostech stejného autora ale písmo připomíná spíše středoevropské gotické. Zdá se, že se františkáni postupně přizpůsobovali domácímu prostředí a domácím písařům. Italské humanistické písmo je možné objevit i v listinách vikáře františkánského řádu Pavla z Moravy nebo v soukromých spisech Bohuslava Hasištejnského z Lobkovic, to je však velmi ojedinělé.
Výrazné prosazování humanistického písma v českém prostředí na konci 18. století souvisí se slovanskou vzájemností, kdy má tato forma posloužit jako základ vzájemné abecedy, která by byla například ještě rozšířena o některé znaky z cyrilice. Teoretici těchto snah byly především Josef Dobrovský, Bartoloměj Kopitar, Antonín Jaroslav Puchmajer, nebo Antonín Marek. Dále je možné připomenout úředně zaváděný novogotický kurent do škol, který vzbuzoval nevoli a diskuze o výhodnosti humanistických tvarů (Josef Vlastimil Kamarýt a Josef Hořčice). První tiskař, který v letech 1799 a 1800 obstaral litery antikvy a italiky, byl František Jan Tomsa.
Ve školách se děti poprvé setkávaly s humanistickým písmem po reformách v 18. století, a to i v triviálních školách, kde nebyla vyučována latina, proto se musely objevovat humanistické ukázky i z češtiny. V 19. století byl velkým obhájcem humanistického písma Jan Svoboda, který dal základy české humanistické kurzívě, v roce 1859 pak navrhl Petr Mužák oblíbený vzor na základě anglické kurzívy. Speciálně pro češtinu vytvořil návrh Jan Ladislav Mašek a Vojtěch Kryšpín v roce 1882. Psanou podobu, která je používaná dodnes, má česká humanistická kurzíva od zavedení v roce 1933.